# 岡寛恵
岡 寛恵（おか ひろえ、1971年6月8日 - ）は、日本の声優、ナレーター、舞台女優。東京都江戸川区出身。身長164cm。文学座所属。
東京都立小松川高等学校→堀越高等学校（編入、卒業）。

## 経歴
小学5年生の時に、本格的に俳優を志して父に児童劇団入りを頼み込み、父からは学校の成績が下がったらすぐにやめるということを条件に許可される。劇団ひまわりに入団し、NHK教育『明るいなかま』の「マリ」役でデビューした。
1985年10月26日の「'86ミスヘアコロンイメージガールコンテスト」で準グランプリを獲得した。受賞を機にサンミュージックより岡谷章子（おかや あきこ）の芸名で芸能界デビューした。女優志向だったが、歌手としてシングルも出している。
19歳の時（1990年）、女優生命にかかわる交通事故に遭う。仕事を終えて車で移動中、交差点を曲がる際に信号無視の対向車に側面衝突されるというものであった。後部座席に乗っていた岡は、顔面に20か所以上ガラス片が刺さる重傷を負い、顔面だけでも5回の手術を要した。このため、治療に専念する目的で芸能界を一度引退することになった。引退後は証券会社のOLとして勤務したことがあり、一方で英語の専門学校に入学し、英検準1級に合格している。
怪我からの快復後、1995年に文学座研究生として芸能活動を再開したのを機に、現在の芸名（本名）に改名した。
声優としてのデビュー作は『ブレア・ウィッチ・プロジェクト』。同作は、ドキュメンタリータッチ（モキュメンタリー映画）で素人が撮ったような雰囲気のため、吹き替え製作スタッフがメインキャストに素人っぽくアテレコ経験の少ない者を選定しており、それで起用された。また収録は、ビデオカメラのマイクで一人一人別々に録音するという、通常とは異なるものだった（岡自身は初めてのアテレコだったため、これが普通なのかと思っていた）。
2019年2月10日に自身のブログで機能性発声障害を患っていることを公表し、治療に専念するため休業することを発表した。

## 人物
趣味・特技は民謡歌唱、英語（実用英語技能検定準1級）、水泳。

## 代役・後任
岡の病気療養による長期休業後、持ち役を引き継いだ人物は以下の通り。
| 後任       | 役名                   | 作品                                     | 後任の初出演                    |
| ---------- | ---------------------- | ---------------------------------------- | ------------------------------- |
| 小林さやか | キャリー・マティソン   | 『HOMELAND/ホームランド』                | シーズン7                       |
| 小林さやか | ペッパー・ポッツ       | 「マーベル・シネマティック・ユニバース」 | 『アベンジャーズ/エンドゲーム』 |
| 氷上恭子   | レイチェル・エドワーズ | 『HAWAII FIVE-0』                        | シーズン9                       |
| 生天目仁美 | エレクトラ・ナチオス   | 『デアデビル』                           | 『デッドプール&ウルヴァリン』   |

## 出演
太字はメインキャラクター。

### 映画
- 時をかける少女（1983年公開、岡寛恵名義） 主人公の芳山和子の妹・芳山良子役（18歳時、作中での未来）
- 街は虹いろ子どもいろ（1987年）※岡谷章子名義

### テレビドラマ
- 明るいなかま（NHK教育）
- 火曜サスペンス劇場「目には目を」（1983年、日本テレビ）
- ポーラテレビ小説「千春子」（1983年、TBS）
- 土曜ワイド劇場 辻真先の婚約旅行殺人事件シリーズ3「三陸海岸婚約旅行殺人事件」（1987年、テレビ朝日）※岡谷章子名義
- 金曜女のドラマスペシャル「青き犠牲」（1986年、フジテレビ）※岡谷章子名義
- テレビ朝日開局25周年記念ドラマ「鬼が来た 棟方志功伝」（1983年）
- セーラー服反逆同盟（1986年 - 1987年、日本テレビ）※岡谷章子名義
- 大都会25時（1987年、テレビ朝日）※岡谷章子名義
  - 第10話「エリート刑事に少女売春の罠!」
  - 第21話「少女に忍び寄る恐怖の夜」
- 水戸黄門 第17部 第19話「悪を懲らした石見神楽・浜田」（1988年 TBS・C.A.L）お美代 役 ※岡谷章子名義
- スーパー戦隊シリーズ（テレビ朝日）
  - 光戦隊マスクマン 第40話「甦れ! 愛のメロディー」（1987年） - 香月眉 ※岡谷章子名義
  - 超獣戦隊ライブマン（1988年）
    - 第18話「罠! 丈の愛した頭脳獣」 - レイの声 ※ノンクレジット
    - 第34話「未来と今を駆ける恋!」 - ミク ※岡谷章子名義
- ザ・ハングマン6 第10話「美少女がエイズの罠にはまる」（1987年、ABC） - 小倉直美 役※欠番扱い
- はぐれ刑事純情派 第1シリーズ 第16話「女性歌手は殺人者?」（1988年 テレビ朝日 / 東映） - 広田幸子 役
- はね駒（1986年、NHK） - 岡田ウラ 役[8]
- 翼をください（1988年1月3日、NHK）
- 火曜スーパーワイド「ぐるり富士山おまじないツアー」（1988年、テレビ朝日）

### 舞台

#### 劇団公演
- あ?!それが問題だ
- 華岡青洲の妻
- 飛べない金糸雀の唄
- 峠の雲
- モンテ・クリスト伯
- オナー
- 毒の香り
- 長崎ぶらぶら節
- 怪談 牡丹燈籠

#### 外部出演
- 國語元年（こまつ座）
- 怒りをこめてふり返れ（地人会）
- 氷屋来る（新国立劇場）
- 偶然の音楽（世田谷パブリックシアター）
- 音楽劇三文オペラ（世田谷パブリックシアター）
- オーケストラ・ニッポニカ 第16回演奏会「双子の星」（語り）
- 用明天皇職人鑑（巣林舎）
- 津國女夫池（巣林舎）
- 曾我会稽山（巣林舎）
- 猫じゃ猫じゃとおっしゃいまする（蒲田演劇工場）
- ミュージカル山彦ものがたり（山彦の会）

### 吹き替え

#### 担当女優
キャサリン・ハイグル
- グリフィン家のウエディングノート（ライラ・グリフィン）
- 恋の7つの副作用（カーリー・ハート）
- 幸せになるための27のドレス（ジェーン・ニコルズ）
- ホーム・スイート・ヘル/キレたわたしの完全犯罪（モナ・シャンパン）
- リンガー! 替え玉★選手権（リン）

キルスティン・ダンスト
- スパイダーマンシリーズ（メリー・ジェーン・ワトソン）
  - スパイダーマン
  - スパイダーマン2
  - スパイダーマン3 ※劇場公開版

グウィネス・パルトロー
- アニバーサリーの夜に（スカイ・デイヴィッドソン）
- チャーリー・モルデカイ 華麗なる名画の秘密（ジョアンナ・モルデカイ）
- マーベル・シネマティック・ユニバース（ペッパー・ポッツ）
  - アイアンマン ※劇場公開版
  - アイアンマン2 ※劇場公開版
  - アイアンマン3
  - アベンジャーズ
  - アベンジャーズ/インフィニティ・ウォー
  - スパイダーマン:ホームカミング

クリスティーナ・ヘンドリックス
- ER VIII 緊急救命室（ジョイス・ウェストレイク）
- かぞくはじめました（アリソン・ノヴァク）
- ケイト・レディが完璧な理由（アリソン・アンダーソン）
- MAD MEN（ジョーン・ホールウェイ）

ケイト・ウィンスレット
- 愛を読むひと（ハンナ・シュミッツ）
- オール・ザ・キングスメン（アン・スタントン）
- おとなのけんか（ナンシー・カウワン）
- タイタニック（ローズ・デウィット・ブケイター）※フジテレビ新録版
- ダイバージェント（ジェニーン・マシューズ）
- ネバーランド（シルヴィア・ルウェリン・デイヴィス）
- リトル・チルドレン（サラ・ピアース）

ジェニファー・ガーナー
- エレクトラ（エレクトラ）
- JUNO/ジュノ（ヴァネッサ）
- デアデビル（エレクトラ・ナチオス）

シャーリーズ・セロン
- コール（カレン・ジェニングス）
- バトル・イン・シアトル（エラ）
- ミニミニ大作戦（ステラ）
- レインディア・ゲーム（アシュリー）※ソフト版

ダイアン・クルーガー
- アンノウン（ジーナ）
- 敬愛なるベートーヴェン（アンナ・ホルツ）
- スペシャル・フォース（エルサ）
- トロイ（ヘレン）※テレビ朝日版

ナオミ・ワッツ
- インポッシブル（マリア）
- ザ・バンク 堕ちた巨像（エレノア・ホイットマン）
- 追憶の森（ジョーン・ブレナン）
- ドリームハウス（アン・パターソン）
- バードマン あるいは（無知がもたらす予期せぬ奇跡）（レズリー・トルーマン）
- ヤング・アダルト・ニューヨーク（コーネリア）

ブリジット・モイナハン
- アイ,ロボット（スーザン・カルヴィン）※フジテレビ版
- unknown/アンノウン（エリザ・コールズ）
- ロード・オブ・ウォー（エヴァ・フォンテーン・オルノフ）

ミラ・ジョヴォヴィッチ
- 三銃士/王妃の首飾りとダ・ヴィンチの飛行船（ミレディ）※テレビ朝日版
- バイオハザードシリーズ（アリス・アバーナシー）
  - バイオハザード ※フジテレビ版
  - バイオハザードII アポカリプス ※フジテレビ版
  - バイオハザードIII ※テレビ朝日版
  - バイオハザードIV アフターライフ ※テレビ朝日版
  - バイオハザードV リトリビューション ※テレビ朝日版

ローズ・バーン
- ネイバーズシリーズ（ケリー・ラドナー）
  - ネイバーズ
  - ネイバーズ2

- ノウイング（ダイアナ・ウェイランド）

#### 映画（吹き替え）
- アート・オブ・ウォー（ジュリア〈マリエ・マチコ〉）※テレビ朝日版
- アイデンティティー（パリス〈アマンダ・ピート〉）※ソフト版
- アウトライブ -飛天舞-（ソルリ〈キム・ヒソン〉）
- 明るい離婚計画（ケイト〈エイミー・アダムス〉）
- 悪魔の呼ぶ海へ（マレン〈サラ・ポーリー〉）
- アダプテーション（キャロライン・カニンガム〈マギー・ジレンホール〉）
- アデル/ファラオと復活の秘薬（アデル・ブラン＝セック〈ルイーズ・ブルゴワン〉）
- アリス・イン・ワンダーランド（マーガレット・キングスレー）※劇場公開版
- ある会社員（ユ・ミヨン〈イ・ミヨン〉）
- アルマゲドン・コード（マリ）
- アローン・イン・ザ・ダーク（クラッシュ〈キャサリン・ローグ・ハグクィスト〉）
- インターステラー（マーフ〈ジェシカ・チャステイン〉）
- エージェント:ライアン（エイミー・チャン〈ジェンマ・チャン〉）
- AVP2 エイリアンズVS.プレデター（ダーシー〈チェラー・ホースダル〉）
- エクソシスト ビギニング（サラ〈イザベラ・スコルプコ〉）
- エネミー・ライン4 ネイビーシールズ最前線（ゾーイ・ジェラニ〈アウレリー・メリエル〉）
- エレジー（コンスエラ・カスティーリョ〈ペネロペ・クルス〉）
- エレンの日記 〜ローズレッド序章〜（エレン）
- オーストラリア（レディ・サラ・アシュレイ〈ニコール・キッドマン〉）
- オールド・ドッグ（ヴィッキー・グリア〈ケリー・プレストン〉）
- オブリビオン（ヴィクトリア・オルセン〈アンドレア・ライズボロー〉[19]）
- カウガールズ・アンド・エンジェルズ（エレイン・クレイトン〈アリシア・ウィット〉）
- 帰らない日々（ルース・ウェルドン〈ミラ・ソルヴィノ〉）
- 輝ける女たち（マリアンヌ・ベンサレム）
- カサノバ（フランチェスカ・ブルーニ〈シエナ・ミラー〉）
- 家族のかたち（シャーリー〈シャーリー・ヘンダーソン〉）
- 悲しみよりもっと悲しい物語（クリーム〈イ・ボヨン〉）
- 危険な遊戯/ハマースミスの6日間（ジョイス・クック〈パッツィ・ケンジット〉）
- キャデラック・マン（ドナ〈アナベラ・シオラ〉）※テレビ東京版
- キューティ・ブロンド（ヴィヴィアン〈セルマ・ブレア〉）※ソフト版
- グラン・ブルー（ジョアンナ〈ロザンナ・アークエット〉）※テレビ東京版
- クリフハンガー（ジェシー・ディーガン〈ジャニーン・ターナー〉）※BSジャパン版
- クルーエル・インテンションズ3（キャシディ・メルトイユ〈クリスティーナ・アナパウ〉）
- 黒い家（シン・イファ〈ユ・ソン〉）
- 結婚式の後で（ソンジュ）
- 拳神 KENSHIN（エリカ〈ジジ・リョン〉）
- コールド マウンテン（エイダ・モンロー〈ニコール・キッドマン〉）※テレビ東京版
- 恋する人魚たち ※テレビ東京版
- 50歳の恋愛白書（サンドラ・ダラス〈ウィノナ・ライダー〉）
- コンスタンティン（アンジェラ、イザベル〈レイチェル・ワイズ〉）※テレビ朝日版
- 最凶赤ちゃん計画（ヴァネッサ〈ケリー・ワシントン〉）
- ザ・インターネット2（ホープ・キャシディ〈ニッキー・デローチ〉）
- ザ・スピリット（ローレライ・ロックス〈ジェイミー・キング〉）
- サハラに舞う羽根（エスネ〈ケイト・ハドソン〉）※テレビ東京版
- The FEAST/ザ・フィースト（タフィー〈クリスタ・アレン〉）
- サラマンダー（アレックス・ジェンセン〈イザベラ・スコルプコ〉）
- 三国志（曹嬰（マギー・Q））
- G.I.ジョー（スカーレット〈レイチェル・ニコルズ〉）
- 幸せのセラピー（ルーシー〈ジェシカ・アルバ〉）
- JSA（ソフィー・チャン〈イ・ヨンエ〉）※ソフト版
- ジェヴォーダンの獣（マリアンヌ・ド・モランジアス〈エミリー・ドゥケンヌ〉）
- 地獄の変異（キャサリン〈レナ・ヘディ〉）
- シャーペイのファビュラス・アドベンチャー（アンバー・リー・アダムス）
- Shall We Dance?（ポリーナ〈ジェニファー・ロペス〉）※日本テレビ版
- シューテム・アップ（ドンナ・キンタナ〈モニカ・ベルッチ〉）
- 17歳の処方箋（レイチェル〈アマンダ・ピート〉）
- 守護神（エミリー・トーマス〈メリッサ・サージミラー〉）
- 親切なクムジャさん（イ・クムジャ〈イ・ヨンエ〉）
- スーパーマン（ロイス・レイン〈マーゴット・キダー〉）※テレビ朝日新録版
- スカーフェイス（ジーナ・モンタナ〈メアリー・エリザベス・マストラントニオ〉）※ソフト版
- スガラムルディの魔女（エヴァ〈カロリーナ・バング〉）
- スター・トレック（アマンダ・グレイソン〈ウィノナ・ライダー〉）
- スノー・ドッグ（バーブ）
- セッションズ（ヴェラ〈ムーン・ブラッドグッド〉）
- ゼロの未来（ベインズリー〈メラニー・ティエリー〉）
- 戦場のピアニスト（ドロタ〈エミリア・フォックス〉）
- ソウ2（アディソン・コーディ〈エマニュエル・ヴォージア〉）
- そして、私たちは愛に帰る（ロッテ〈パトリシア・ジオクロースカ〉）
- ダークナイト（レイチェル・ドーズ〈マギー・ジレンホール〉[20]）※テレビ朝日版
- ターミネーター3（T-X〈クリスタナ・ローケン〉）※劇場公開版
- ターミネーター2018（ウーラ〈イレーネ・モンターラ〉）
- タイド・オブ・ウォー（クレア・トリフォリ大尉〈キャサリン・デント〉）
- 太陽がいっぱい（マルジュ〈マリー・ラフォレ〉）※テレビ東京版
- ダブリン上等!（デイドラ〈ケリー・マクドナルド〉）
- 007シリーズ
  - 007 ダイヤモンドは永遠に（ティファニー・ケイス〈ジル・セント・ジョン〉[21]）※ソフト版
  - 007 カジノ・ロワイヤル（ヴェスパー・リンド〈エヴァ・グリーン〉）※ソフト版
  - 007 スカイフォール（セヴリン〈ベレニス・マーロウ〉[22]）
- タワー・オブ・タイタンズ（ダイアン・シャノン〈アイオン・スカイ〉）
- チェンジ・アップ/オレはどっちで、アイツもどっち!?（サブリナ・マクアードル〈オリヴィア・ワイルド〉）
- 沈黙の標的（トミー・リン〈ミシェル・ゴー〉）
- 追撃者（ジェラルディン〈ローナ・ミトラ〉）※テレビ東京版
- 月のひつじ
- テープ（エイミー〈ユマ・サーマン〉）
- デス・トンネル（ヘザー）
- 天国へのシュート（シルビア）
- トータル・リコール（ローリー〈ケイト・ベッキンセイル〉[23]）
- トゥー・ウィークス・ノーティス（ジューン・カーバー〈アリシア・ウィット〉）
- 特攻野郎Aチーム THE MOVIE（キャリサ・ソーサ大尉〈ジェシカ・ビール〉[24]）
- トライアングル 殺人ループ地獄（ジェス〈メリッサ・ジョージ〉）
- ドラゴン・スクワッド（ヤウ・ジン〈リー・ビンビン〉）
- トランスポーター2（オードリー・ビリングス〈アンバー・ヴァレッタ〉）※ソフト版
- ドリヴン（ソフィア・サイモン〈エステラ・ウォーレン〉）※ソフト版
- トルク（シェイン）
- ナイト・ウォッチ（スヴェトラーナ〈マリア・ポロシナ〉）
- ナイト・オブ・ザ・スカイ（コルト首相官房[25]）
- ナショナル・トレジャー
- 二重スパイ（ユン・スミ〈コ・ソヨン〉）
- ニンジャ・アサシン（ミカ・コレッティ〈ナオミ・ハリス〉）
- ネスト（カサンドラ・パーカー〈サマンサ・マシス〉）
- ノーウェアボーイ ひとりぼっちのあいつ（ジュリア・レノン〈アンヌ＝マリー・ダフ〉）
- ノア 約束の舟（ナーマ〈ジェニファー・コネリー〉）
- パージ:大統領令（チャーリー・ローン〈エリザベス・ミッチェル〉）
- ハイウェイマン（アレクサンドラ・ファロー〈アンドレア・ロス〉）※テレビ東京版
- バイオハザードシリーズ（クレア・レッドフィールド〈アリ・ラーター〉）
  - バイオハザードIII ※劇場公開版
  - バイオハザードIV アフターライフ ※劇場公開版
  - バイオハザード: ザ・ファイナル ※劇場公開版[26]
- バタリアン4（ケイティ・ウィリアムズ〈ジャナ・クレイマー〉）
- 8人の女たち（カトリーヌ〈リュディヴィーヌ・サニエ〉）
- バック・トゥ・ザ・フューチャー PART3（ジェニファー・パーカー〈エリザベス・シュー〉）※日本テレビ版
- ハッピー・エンディング（パム〈ローラ・ダーン〉）
- バトル・ライン（アンジェラ・ディクソン）
- ハプニング（アルマ・ムーア〈ズーイー・デシャネル〉）
- ハムナプトラ2/黄金のピラミッド（アナクスナムン〈ミラ〉〈パトリシア・ヴェラスケス〉）※ソフト版
- パレーズ・エンド（シルヴィア・ティージェンス〈レベッカ・ホール〉）※ソフト版
- バンテージ・ポイント（ベロニカ〈アイェレット・ゾラー〉）
- ハンニバル（クラリス・スターリング〈ジュリアン・ムーア〉）※VOD版
- ビッグママ・ハウス3（ゲイル〈アナ・オルティス〉）
- ヒットマン（ニカ・ボロニカ〈オルガ・キュリレンコ〉）
- ビューティー・ショップ（リン〈アリシア・シルヴァーストーン〉）
- 卑劣な街（ヒョンジュ〈イ・ボヨン〉）
- ビロウ（クレア〈オリヴィア・ウィリアムズ〉）※テレビ東京版
- ファム・ファタール（ベロニカ〈リー・ラスムッセン〉）※テレビ朝日版
- ふたつの恋と砂時計（キム・ジヨン）
- ブラザーサンタ（ワンダ〈レイチェル・ワイズ〉）
- ブラック・ダリア（エリザベス・ショート〈ミア・カーシュナー〉）
- PLANET OF THE SHARKS 鮫の惑星（ロイ・ショー〈リンジー・サリヴァン〉）
- PLANET OF THE APES/猿の惑星（デイナ〈エステラ・ウォーレン〉[27]）※ソフト版
- プリズン・サバイブ（ローラ・ポーター〈マリソル・ニコルズ〉）
- フル・フロンタル（リンダ〈メアリー・マコーマック〉）
- ブレードランナー ファイナル・カット（レイチェル〈ショーン・ヤング〉）※ザ・シネマ版
  - ブレードランナー 2049
- ブレア・ウィッチ・プロジェクト（ヘザー・ドナヒュー）
- フレディVSジェイソン（ローリー〈モニカ・キーナ〉）※ソフト版
- ベイビーママ（ケイト・ホルブルック〈ティナ・フェイ〉）
- ペインキラー・ジェーン（ジェーン・ブラウニング〈エマニュエル・ヴォージア〉）
- 別離（シミン〈レイラ・ハタミ〉）
- 抱擁のかけら（レナ・リヴァス〈ペネロペ・クルス〉）
- マックス・ペイン（ナターシャ〈オルガ・キュリレンコ〉）
- ミシェル・ヴァイヨン（ガブリエル・スパンゲンバーグ）
- ミッション:インポッシブルシリーズ（ジュリア・ミード〈ミシェル・モナハン〉）
  - M:i:III※劇場公開版
  - ミッション:インポッシブル/ゴースト・プロトコル
  - ミッション:インポッシブル/フォールアウト[28]
- ミッション・クレオパトラ（クレオパトラ〈モニカ・ベルッチ〉）
- ミュンヘン（ダフナ〈アイェレット・ゾラー〉）
- みんな誰かの愛しい人（カリーヌ・カサール）
- メガ・シャークVSジャイアント・オクトパス（エマ〈デビー・ギブソン〉）
- モーツァルトとクジラ（イザベル・ソレンソン〈ラダ・ミッチェル〉）
- もしも昨日が選べたら（ドナ・ニューマン〈ケイト・ベッキンセイル〉）
- U.M.A レイク・プラシッド ファイナル（テレサ〈エリザベス・ローム〉）
- ラッシュアワー3（ジャンビエーブ〈ノエミ・ルノワール〉）
- ラ・ワン（ソニア〈カリーナ・カプール〉）
- ランボー/最後の戦場（サラ・ミラー〈ジュリー・ベンツ〉）※テレビ東京版
- リクルート
- Re:プレイ（クレア〈サラ・ポーリー〉）
- Ray/レイ（デラ・ビー・ロビンソン〈ケリー・ワシントン〉）
- レイン（オーム）
- レスリー・ニールセンの裸の石を持つ男（エイミー・フォーリー〈モリー・パーカー〉）
- レッドクリフ Part I（小喬〈リン・チーリン〉[29]）
- レッドクリフ Part II -未来への最終決戦（小喬〈リン・チーリン〉）

#### ドラマ
- アガサ・クリスティー ミス・マープル
  - バートラム・ホテルにて（エルヴァイラ・ブレイク〈エミリー・ビーチャム〉）
  - 終わりなき夜に生まれつく（クローディア・ハードカッスル）
- ER緊急救命室
  - シーズン7 #13（シルバ〈クローディン・クラウディオ〉）
  - シーズン12 #4（トリッシュ・コーハン〈ケンドラ・ダニエル・スミス〉）
- イ・サン（ファワン王女〈和緩翁主〉〈ソン・ヒョナ〉）
- 気分はぐるぐる（パーマー先生）
- キャッスル 〜ミステリー作家は事件がお好き（メレディス）
- 救命医ハンク3 セレブ診療ファイル（リナ・グリーン）
- ギルモア・ガールズ（ローレライ・ギルモア〈ローレン・グレアム〉）
- クッキ 〜菊熙〜（ソン・シニョン〈チョン・ソンギョン〉）
- グッド・ワイフ（レインズ）
- グリーンリーフ（ケリッサ・グリーンリーフ）
- クロスボーンズ/黒ひげの野望（セリマ・エル・シャラド〈ヤスミン・アル＝マスリー〉）
- ごめん、愛してる（ムン・ジヨン）
- ザ・ユニット 米軍極秘部隊 シーズン4（ブリジット・サリヴァン〈ニコール・スタインウェデル〉）
- CSI:ニューヨーク4（ノバ）
- CSI:ニューヨーク6（オーブリー・ハンター〈メッチェン・アミック〉）
- CSI:マイアミ10 ザ・ファイナル（アニタ・トーレス）
- 神鵰侠侶（黄蓉）
- 新入社員〜SUPER ROOKIE（ソ・ヒョナ〈イ・ソヨン〉）
- スーパーナチュラル（ナオミ）
- スタートレック:エンタープライズ（ホシ・サトウ〈リンダ・パーク〉）※シーズン1-2
- スターの恋人（イ・マリ〈チェ・ジウ〉）
- セレブの誕生（イ・シンミ〈イ・ボヨン〉）
- 善徳女王（美室〈ミシル〉〈コ・ヒョンジョン〉）
- ダークエイジ・ロマン 大聖堂（アリエナ〈ヘイリー・アトウェル〉）
- 太陽を抱く月（チャン・ノギョン〈チョン・ミソン〉）
- タッチング・イーブル〜闇を追う捜査官〜（スーザン・ブランカ〈ヴェラ・ファーミガ〉）
- チャーリー・ジェイド（リーナ）
- TAKEN（アメリア・キーズ〈ジュリー＝アン・エメリー〉）
- トゥルー・コーリング（メレディス・デイビーズ〈ジェシカ・コリンズ〉）
- NUMBERS 天才数学者の事件ファイル（ロビン〈ミシェル・ノルデン〉）
- NIKITA / ニキータ（アマンダ〈メリンダ・クラーク〉）
- バーン・ノーティス 元スパイの逆襲（クレア・バルシェル、レベッカ〈クリスタナ・ローケン〉）
- HAWAII FIVE-0（レイチェル〈クレア・ヴァン・ダー・ブーム〉）
- 犯罪捜査官 アナ・トラヴィス（アナ・トラヴィス〈ケリー・ライリー〉）
- VEGAS/ベガス（キャサリン・オコンネル〈キャリー＝アン・モス〉）
- 北京バイオリン（桂蘭〈クイラン〉）
- HOMELAND/ホームランド（キャリー・マティソン〈クレア・デインズ〉）
- 星に願いを（イ・ヨニ〈チェ・ジンシル〉）
- マードック・ミステリー 〜刑事マードックの捜査ファイル〜（メリーアン・マッコーネル）
- 負けたくない!（イ・ウンジェ〈チェ・ジウ〉）
- 魔術師 MERLIN（ニムエ〈ミシェル・ライアン〉）
- マスター・オブ・ザ・ドラゴン（リーウェイ姫）
- 名探偵ポワロ 死者のあやまち（サリー・レッグ〈エマ・ハミルトン〉）
- UCアンダーカバー 特殊捜査班（アレックス・クロス〈ヴェラ・ファーミガ〉）
- リプレイスメント 〜全てを奪う女〜（エレン・ルーニー〈モーヴェン・クリスティ〉）
- レディプレジデント〜大物（ソ・ヘリム〈コ・ヒョンジョン〉）
- LAW&ORDER:クリミナル・インテント（キャスリーン・ドワイヤー）
- LAW & ORDER:性犯罪特捜班（ビクトリア・クラフト）
- 私はラブ・リーガル（ヴァネッサ・ヘミングス〈ジェイミー・レイ・ニューマン〉）

#### アニメ
- ライアンを探せ!（ブリジット）

### テレビアニメ
2003年
- 一騎当千（関羽雲長〈1期のみ〉、陳宮公台）

2004年
- 最遊記RELOAD GUNLOCK（紅玉）

2006年
- 内閣権力犯罪強制取締官 財前丈太郎（レイラ・フォスター）

2008年
- 仮面のメイドガイ（ツララ）
- サザエさん 放送40周年記念スペシャル「母さんのふるさと」（伊豆美）

2010年
- アイアンマン（マッドハウス版）（ペッパー・ポッツ）
- GIANT KILLING（藤澤桂、食堂のおばちゃん）

### 劇場アニメ
- 劇場版 魔法科高校の劣等生 星を呼ぶ少女（2017年、盛永明子）
- PSYCHO-PASS サイコパス Sinners of the System Case.1 罪と罰（2019年、辻飼羌香[30]）

### OVA
- アイアンマン：ライズ・オブ・テクノヴォア（2013年、ペッパー・ポッツ）

### ゲーム
2002年
- ダーククロニクル（エイナ）

2007年
- Microsoft Flight Simulator X

2008年
- ニード・フォー・スピード アンダーカバー（チェイス）

2009年
- 仮面のメイドガイ ボヨヨンバトルロワイアル（ツララ）
- 007 慰めの報酬（ヴェスパー・リンド）

2010年
- 一騎当千 XROSS IMPACT（陳宮公台）

2011年
- SOCOM 4: U.S. Navy SEALs（オラクル）

2014年
- ケイオスリングスIII プリクエル・トリロジー（ルイシャ）

### ラジオ
- 有希子・章子・麻里の夜遊びしナイト!（1985年10月13日 - 1986年4月6日　ニッポン放送　中途の改題から参加）
- ときめきパジャマ MARI NORI AKIのドッキンタイム（1986年4月13日開始、ニッポン放送）
  - 岡谷章子として、同じ事務所の水谷麻里、歌手デビュー前の酒井法子と共に出演。

## ディスコグラフィ
発売元はサンミュージックと小学館ミュージック&デジタル エンタテイメントより。

### シングル
| タイトル   | 規格品番 | 発売日       | 収録曲               | 楽曲制作                            | タイアップ                                                   |
| ---------- | -------- | ------------ | -------------------- | ----------------------------------- | ------------------------------------------------------------ |
| インパクト | KV-3079  | 1987年3月1日 | 01. インパクト       | 作詞：岩里裕穂 作曲、編曲：クニ河内 | OVA『るーみっくわーるど』第3作『笑う標的』エンディングテーマ |
| インパクト | KV-3079  | 1987年3月1日 | 02. Beパッショネート | 作詞：保科幸雄 作曲、編曲：クニ河内 | OVA『るーみっくわーるど』第3作『笑う標的』挿入歌             |